# Musée historique de l'hydraviation
Le musée de l'hydraviation se situe à Biscarrosse, dans le département français des Landes.

## Présentation
Le musée, labellisé Musée de France, est fondé par Marie-Paule Vié Klaze au debut des années 1980. Il est implanté à proximité du lac de Biscarrosse et de Parentis, sur le site occupé jadis par la base d'assemblage et d'essai des hydravions de la marque Latécoère.
Ce musée scientifique et technique, à travers des circuits de visite travaillés et des collections uniques, rend hommage aux inventeurs de l'hydravion, à l'engagement des industriels impliqués dans leur fabrication, aux exploits des pilotes qui ont révolutionné l'aéronautique. Toute l'histoire de l'hydraviation locale et mondiale y est explicitée par des maquettes, pièces mécaniques, photos, films et documents d’époque. Un hall d'expositions présente enfin d'authentiques hydravions de différentes époques.
Le musée obtient en novembre 2020 la marque Qualité Tourisme qui l'engage à proposer des initiatives plus complètes en matière d'accueil du public, d'écoute des visiteurs, de la visibilité des informations sur internet, de la valorisation du patrimoine et des collections, de mémoire et d'écoresponsabilité.

## Contexte historique
Biscarrosse, village résinier des Landes de Gascogne, que rien ne prédestinait à l’industrie aéronautique, est choisi en 1930 par Pierre-Georges Latécoère comme lieu de montage et d’essai des plus grands hydravions français. L'étang de Biscarrosse et de Parentis voit ainsi partir plus de cent-vingt hydravions gigantesques, que l’on appelle alors « paquebots des airs ». Aux commandes de ces prestigieux appareils se trouvent des aviateurs de renom comme Antoine de Saint-Exupéry, Jean Mermoz ou Henri Guillaumet.
L'Aéropostale, puis le transport de passagers, en particulier la compagnie Air France, ont décollé de l'étang de Biscarrosse et de Parentis, appelé également « lac Latécoère ». Après la disparition des hydravions transatlantiques et leur remplacement par des avions terrestres, la base de Biscarrosse a été fermée.

## Collections

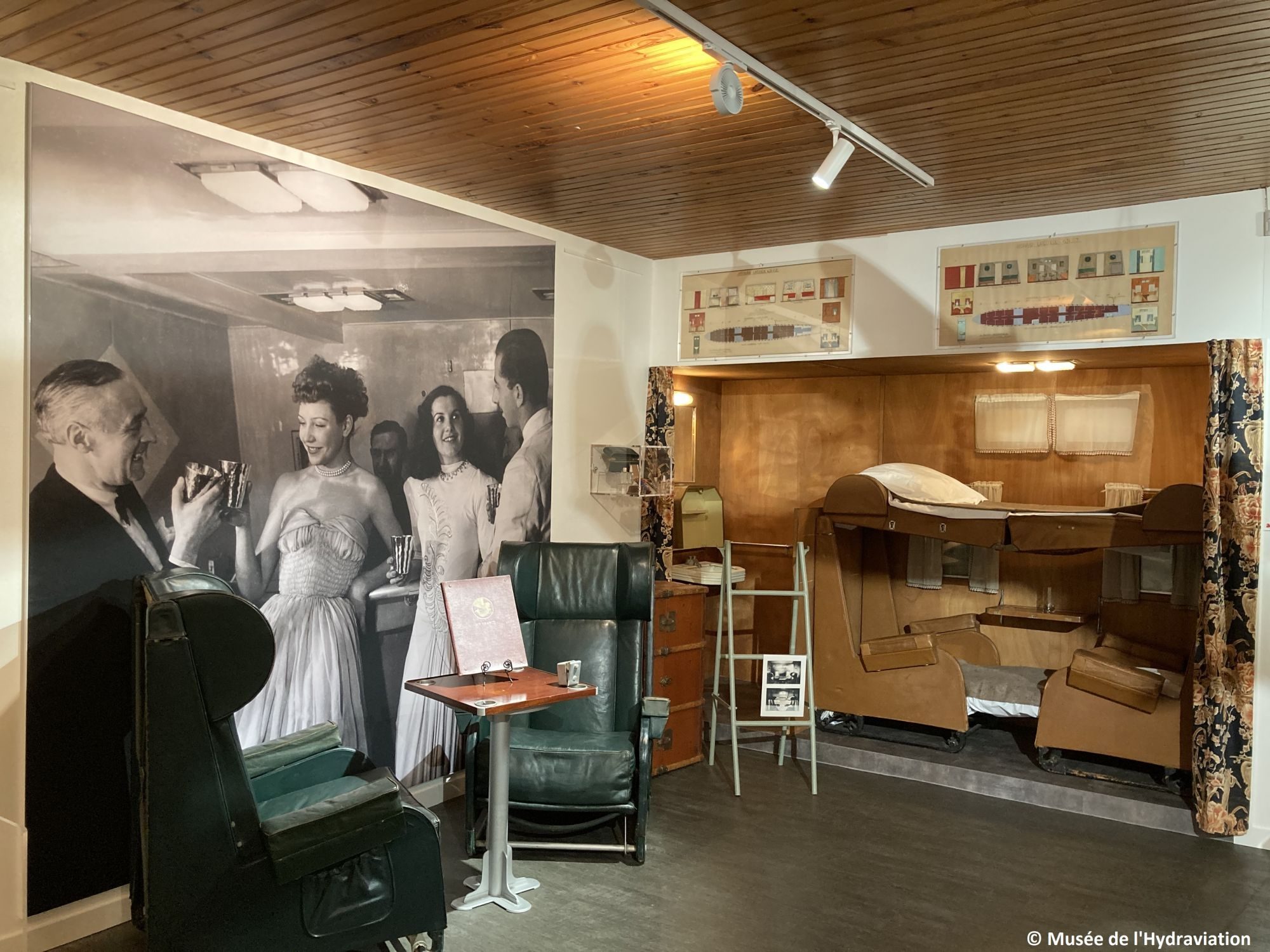
Espace Latécoère 631
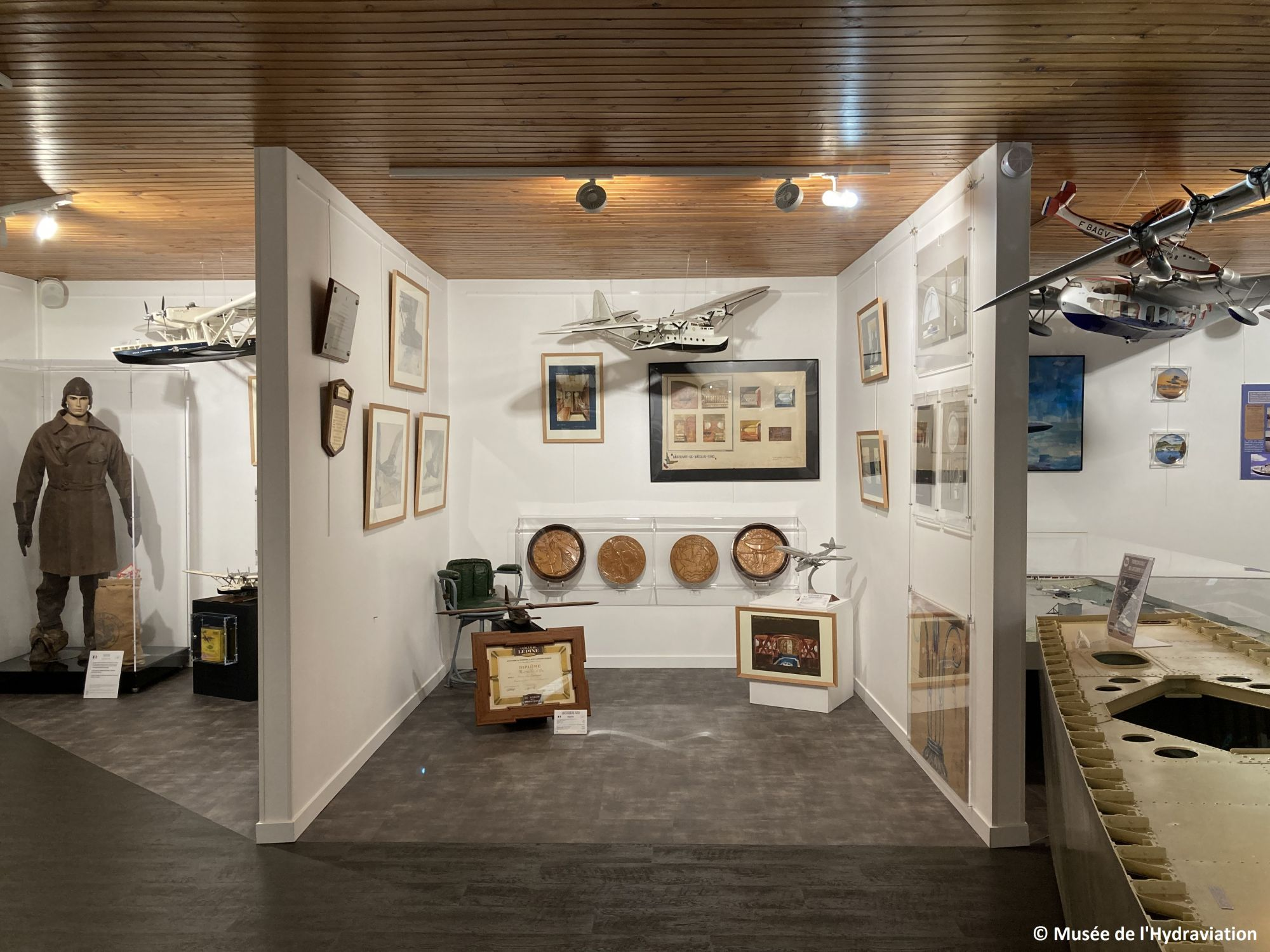
Aperçu de l'exposition permanente du Musée
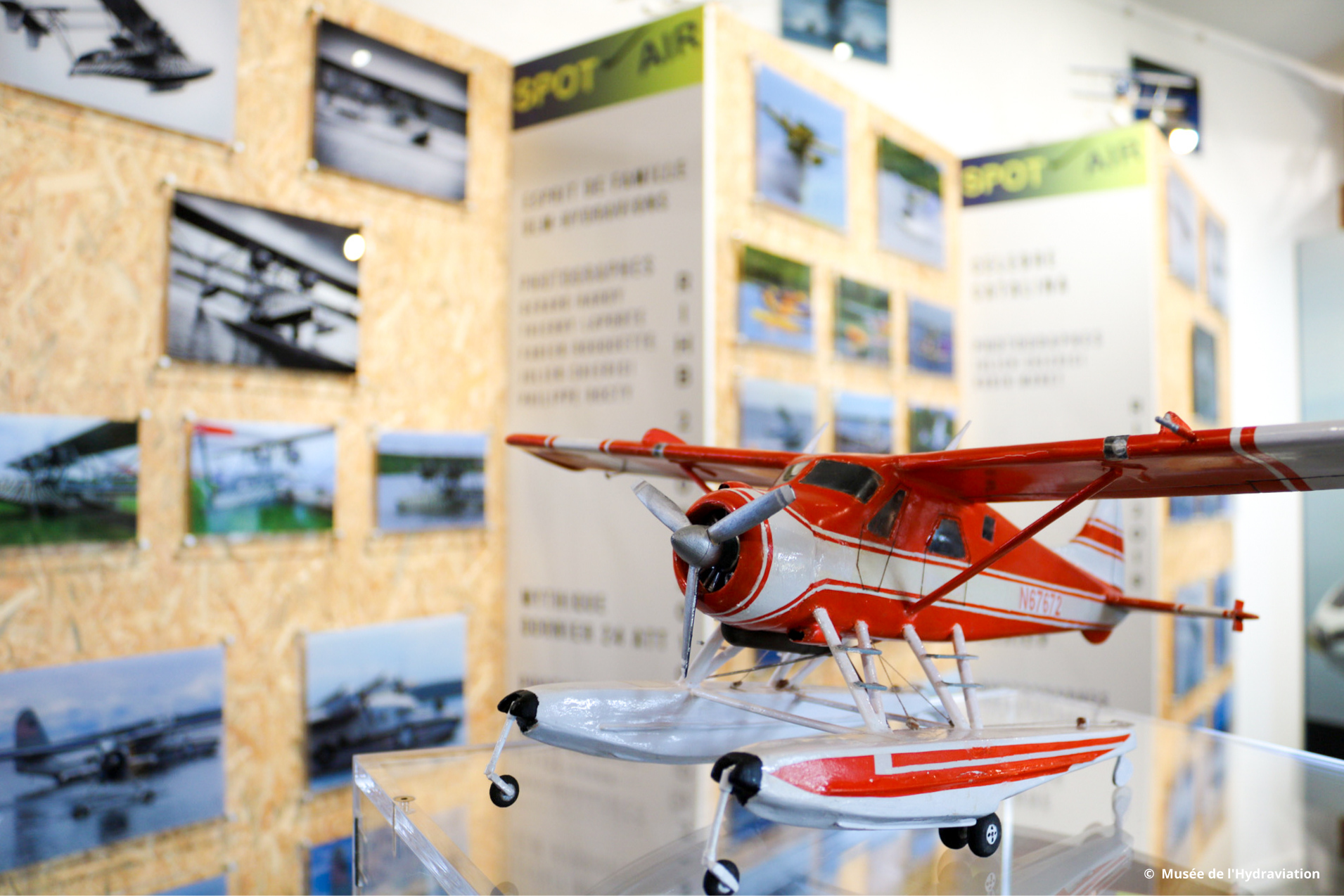
Exposition temporaire 2021-2023 « Chasseurs d'image : la photographie aéronautique »